# Закарпатська АЕС
Закарпатська атомна електростанція — планована атомна електростанція в Закарпатській області в Україні, приблизно за 3 кілометри на захід від села Монастирець Хустського району. Проєкт виник на початку 1970-х років як можливість будівництва атомної електростанції через заплановану акваторію в 160 га за рахунок будівництва дамби.

## Історія та технічна інформація
Ідея побудувати атомну електростанцію в Закарпатській області на заході Радянського Союзу виникла ще в 1970-х роках. Її планова потужність становила 2000 МВт. Метою проекту було передусім покриття споживання електроенергії на заході України та експорт електроенергії до країн РЕВ. Вона мала складатися з реакторів ВВЕР невизначеного типу та кількості. Проектна та підготовча робота проходила в умовах суворої секретності. Електростанція мала забезпечити багато робочих місць.
З самого початку проект зустрів великий спротив з боку громадськості, особливо з боку робітників радгоспів і виноградарів, які навіть дзвонили і писали листи до ЦК КПУ. У результаті планованого будівництва АЕС прилеглі села мали бути виселені до Криму та Алтаю.
Як і коли було припинено проект, невідомо. Однак дуже ймовірно, що електростанцію перенесли в Івано-Франківську область під назвою Івано-Франківська АЕС.

## Інформація про реактори
| Реактор      | Тип реактора | Продуктивність | Продуктивність | Початок будівництва | Підключення до мережі             | Введення в експлуатацію           | Закриття |
| Реактор      | Тип реактора | Нетто          | Брутто         | Початок будівництва | Підключення до мережі             | Введення в експлуатацію           | Закриття |
| ------------ | ------------ | -------------- | -------------- | ------------------- | --------------------------------- | --------------------------------- | -------- |
| Закарпаття-1 | ВВЕР-1000?   | 950 MW         | 1000 MW        | 70-ті роки          | Заплановане будівництво скасовано | Заплановане будівництво скасовано |          |
| Закарпаття-2 | ВВЕР-1000?   | 950 MW         | 1000 MW        | 70-ті роки          | Заплановане будівництво скасовано | Заплановане будівництво скасовано |          |